# 분산 애플리케이션
분산 애플리케이션(Decentralized application, DApp, dApp, Dapp 또는 dapp)은 일반적으로 분산 컴퓨팅, 블록체인 또는 기타 분산 원장 시스템에서 실행되는 스마트 계약을 사용하여 자율적으로 작동할 수 있는 애플리케이션이다. 전통적인 애플리케이션과 마찬가지로 DApp은 사용자에게 일부 기능이나 유틸리티를 제공한다. 그러나 기존 애플리케이션과 달리 DApp은 사람의 개입 없이 작동하며 어느 한 개체가 소유하지 않고 오히려 DApp이 소유권을 나타내는 토큰을 배포한다. 이러한 토큰은 프로그래밍된 알고리즘에 따라 시스템 사용자에게 배포되어 DApp의 소유권과 통제력을 희석시킨다. 따라서 시스템을 제어하는 단일 주체가 없으면 애플리케이션이 분산된다.
분산 애플리케이션은 다른 퍼블릭 블록체인 중에서 DApp이 구축되는 이더리움 또는 Cardano 블록체인과 같은 분산원장기술(DLT)에 의해 대중화되었다.
DApp은 거래소, 비즈니스, 도박, 게임, 금융, 개발, 스토리지, 지갑, 거버넌스, 재산, 신원, 미디어, 소셜, 보안, 에너지, 보험, 건강 등 다양한 범주로 나뉜다.

## 예시
- 크립토키티
- 프리랜스 - 스마트 계약 플랫폼
- 스팀잇
- 유니스왑